# Крыкнарат (Миякинский район)
Крыкнарат (баш. Ҡыркнарат) — деревня в Миякинском районе Республики Башкортостан Российской Федерации. Входит в состав Миякинского сельсовета.

## География

### Географическое положение
Возле деревни расположен исток реки  Курманай.
Расстояние до:
- районного центра (Киргиз-Мияки): 9 км,
- центра сельсовета (Киргиз-Мияки): 9 км,
- ближайшей ж/д станции (Аксёново): 52 км.

## Население
| 2002 | 2009 | 2010 |
| ---- | ---- | ---- |
| 1    | →1   | ↘0   |